# Kassettentür

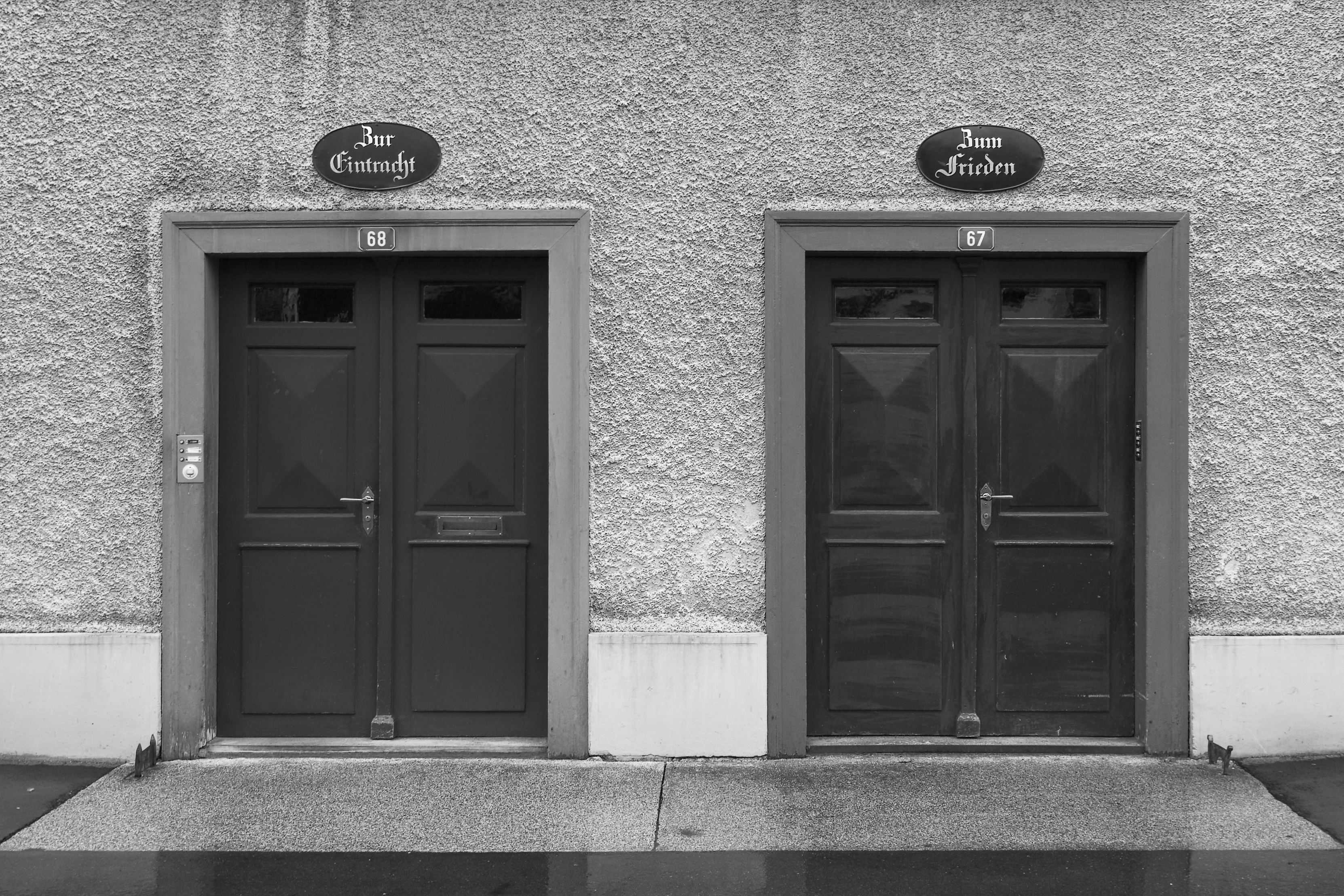
Kassettentüren in Bühler, Schweiz

Das Türblatt einer Kassettentür, Füllungstür, gestemmte Tür, Rahmentür oder einer Tür in Rahmenbauweise besteht aus einem umlaufenden Rahmen, der gegebenenfalls noch durch vertikale Hölzer und horizontale Riegel gegliedert werden kann.
Die inneren Kanten der Rahmenhölzer werden oft angeschrägt oder profiliert sowie genutet oder gefälzt, um die sogenannte Füllung aufzunehmen. Die Füllung kann selber ebenfalls profiliert und auf verschiedene Weise verziert sein und wird auch als Kassette bezeichnet.
Der tragende Rahmen wird aus mindestens zwei senkrechten Rahmenhölzern und zwei waagerechten Riegeln zusammengesetzt, die traditionell miteinander über Schlitz-und-Zapfen- oder Steg-Keil-Verbindungen verbunden und verleimt werden.
Traditionell besteht die Füllung aus verleimten Brettern, die sich zum Rand hin verjüngen oder abgeblattet sind, um in die Nut der Rahmenhölzer eingepasst zu werden. Heute werden oft Sperrholzplatten verwendet, die bei Feuchteschwankungen kaum arbeiten. Alternativ kann die Füllung auch aus Glas oder anderen Materialien bestehen.
Aus Brettern zusammengeleimte Füllungen dürfen bei der Montage nicht ringsum mit den Rahmenhölzern verleimt werden. Sie sollen sich zumindest quer zum Faserverlauf bewegen können, um bei feuchtigkeitsbedingter Schwindung des Holzes Risse in der Füllung zu vermeiden.
Füllungen aus Glas werden erst nach der Fertigstellung des Rahmens eingesetzt, und mit Fensterkitt oder Füllungsleisten (Glashalteleisten) befestigt.
Preiswerte Kassettentüren werden heute nicht mehr unbedingt aus einem Rahmen zusammengesetzt. Teilweise werden die Kassetten durch das Fräsen von Profilnuten in eine durchgehende, massive Leimholz- oder Sperrholzplatte nur angedeutet, um den Eindruck einer handwerklich gefertigten Kassettentür zu erwecken.
Aus Anzahl, Anordnung und Profilierung der Kassetten lassen sich bei historischen Türen manchmal Entstehungszeit und Fertigungsort ableiten.

## Kassettentüren

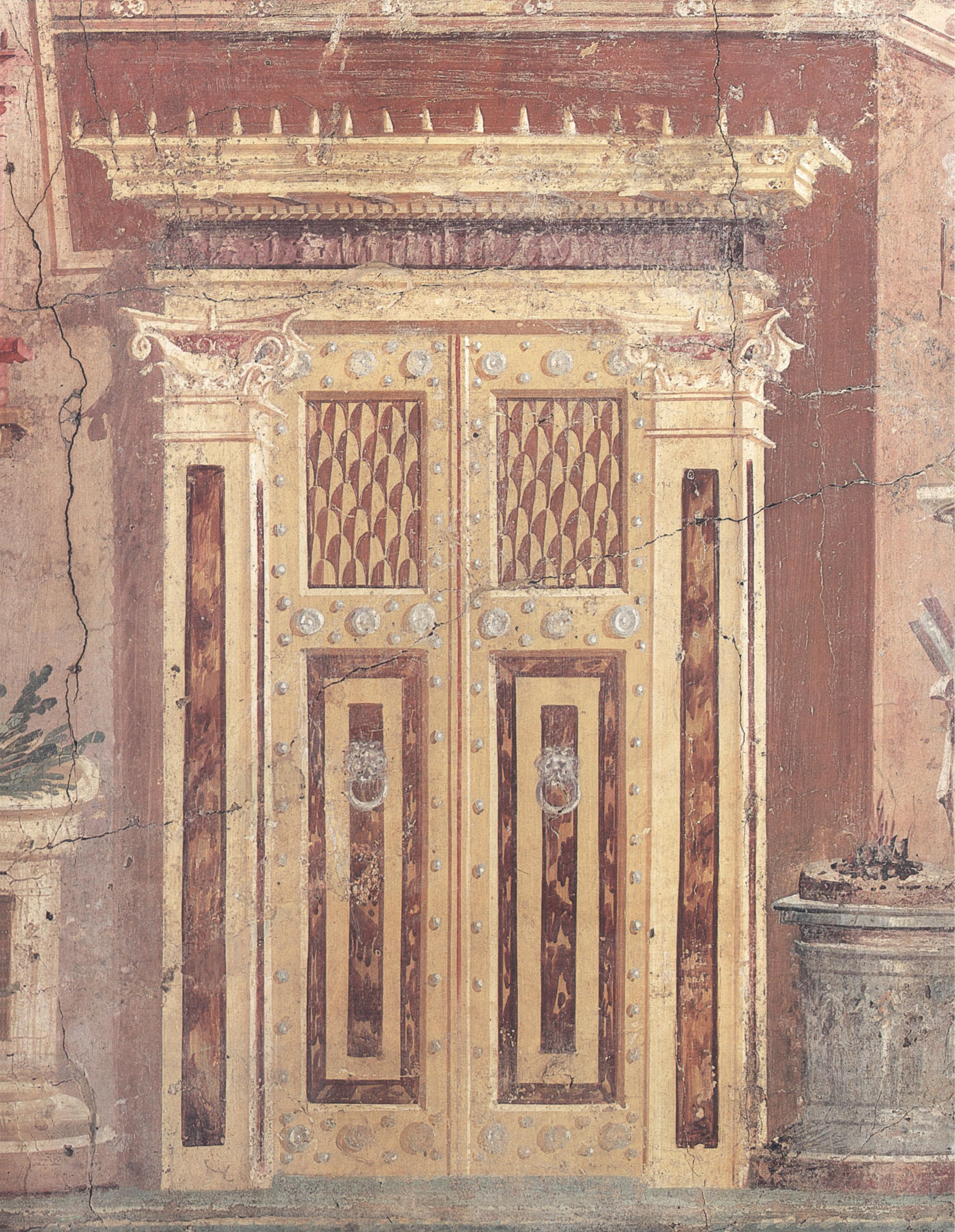
Fresko einer römischen Tür in Boscoreale, ca. 50 v. Chr. bis 50 n. Chr.
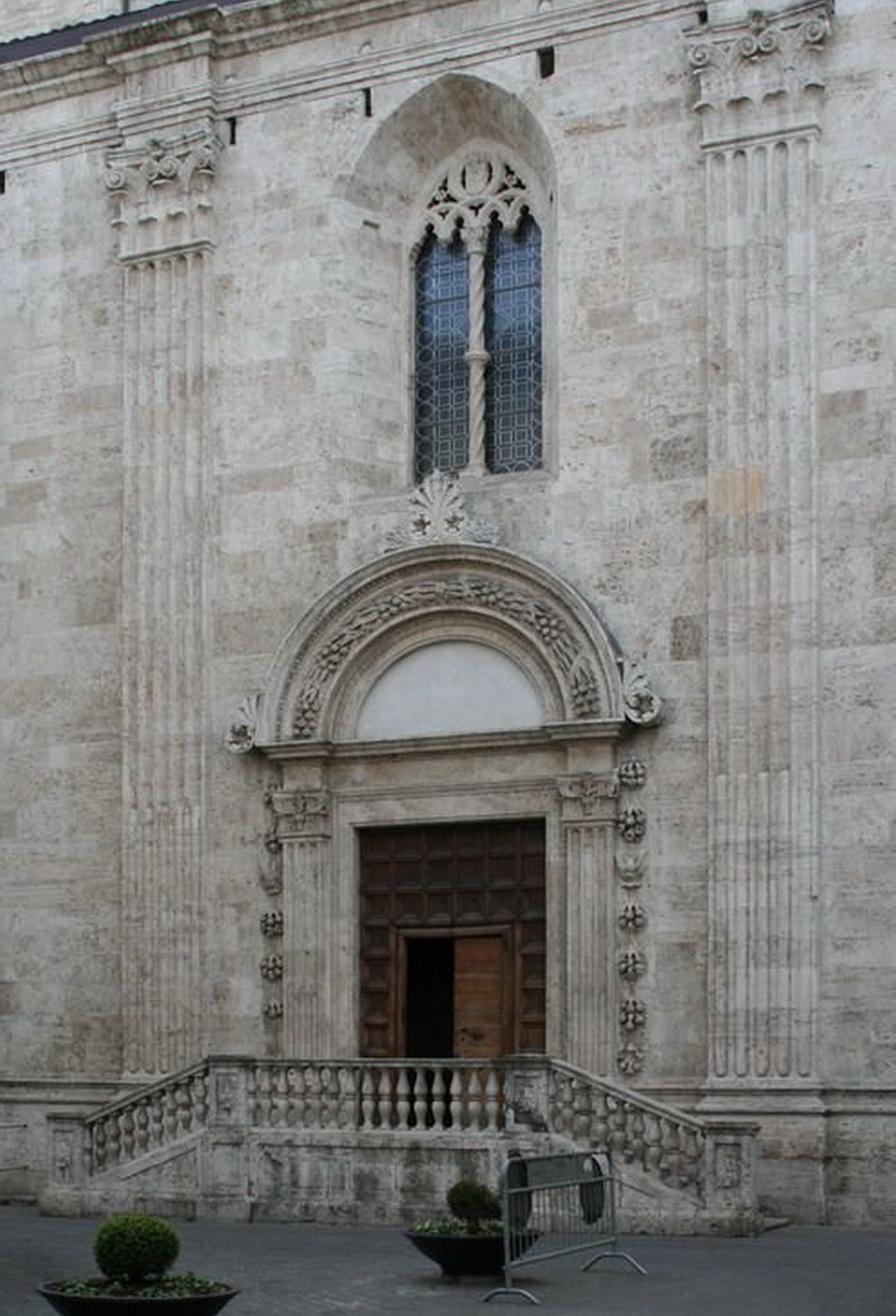
Kassettentür der „Musenpforte“ am Dom von Ascoli Piceno, 1496.
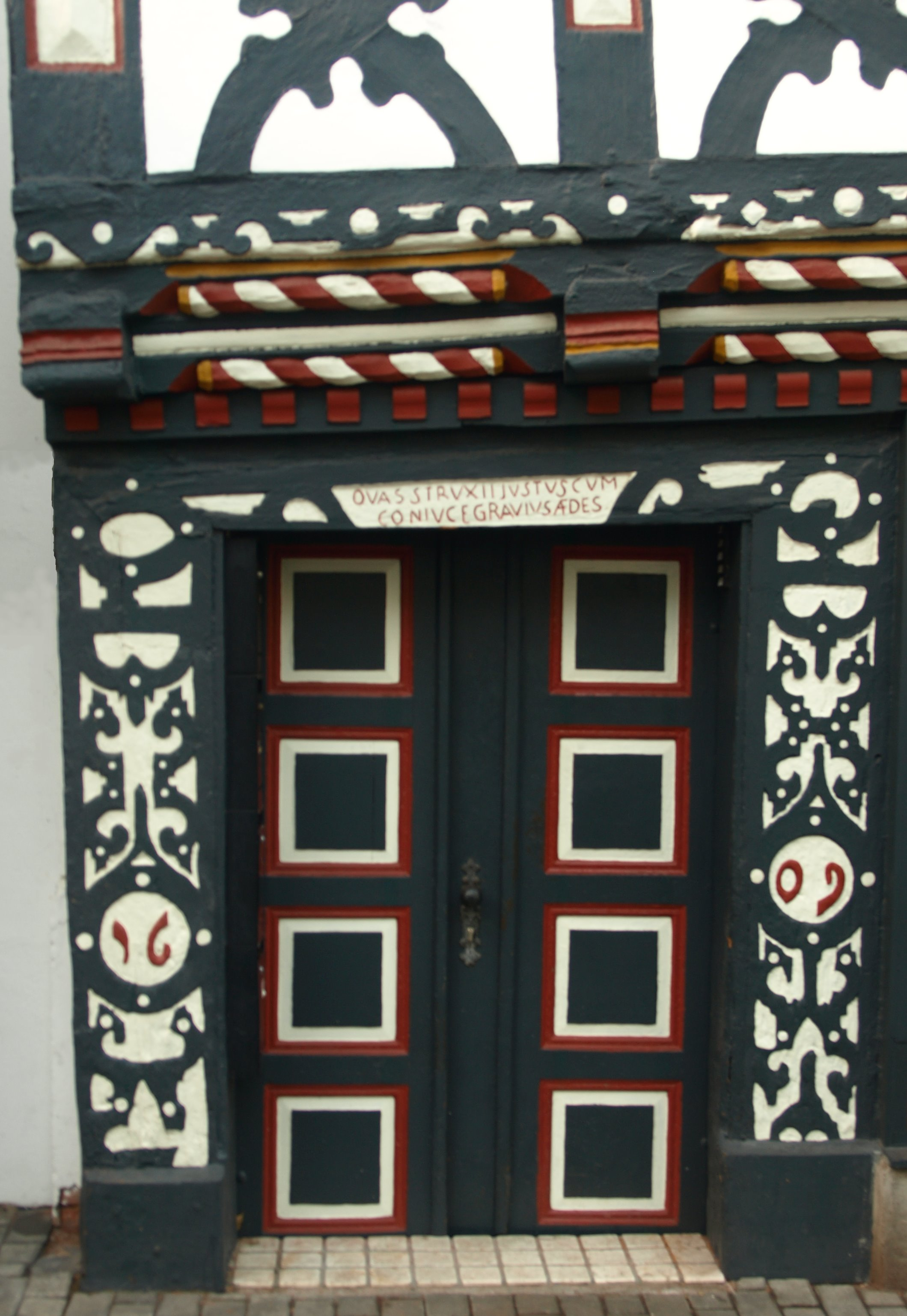
Kassettentür in Bad Hersfeld, frühes 17. Jh.
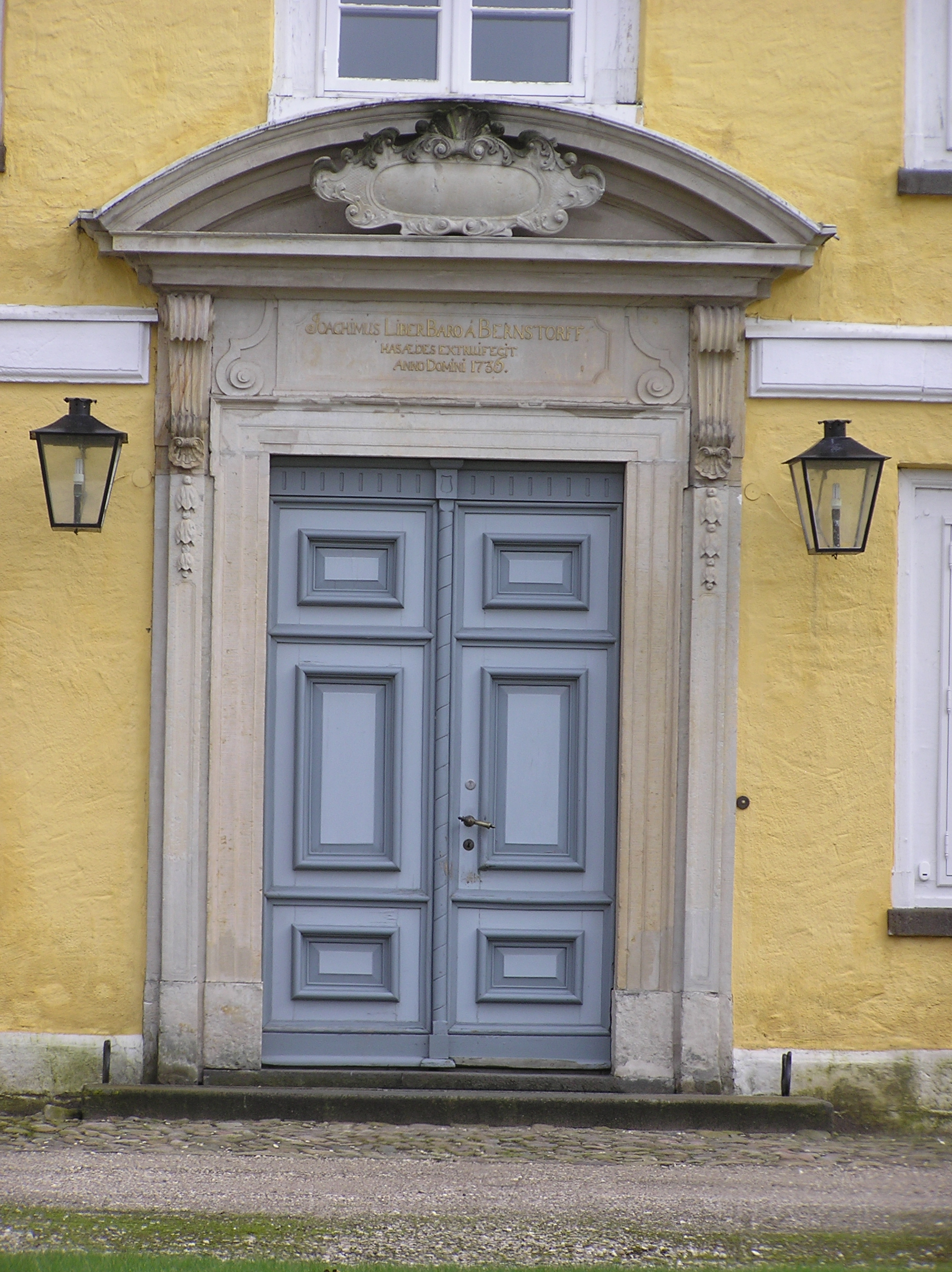
Kassettentür am Herrenhaus des Gutes Wotersen, 18. Jh.
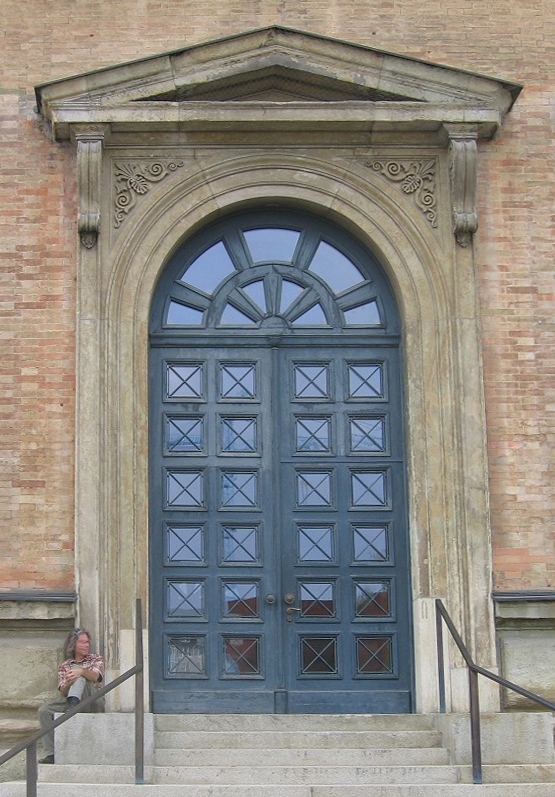
Kassettentür an der Alten Pinakothek in München, 19. Jh.